# Fumetti di Jurassic Park
Sono state pubblicate 5 edizioni diverse di Jurassic Park, miniserie a fumetti edite dalla Topps Comics. Le avventure sono state narrate dal personaggio Alan Grant alle prese con dinosauri clonati.
The Lost World: Jurassic Park è l'ultima miniserie, creata da Don McGregor (testi), Jeff Butler e Armando Gil (disegni).
Il fumetto è nato dopo la realizzazione del primo film - Jurassic Park - di Steven Spielberg e si distacca dai sequel perché vi sono come ambientazione sia Isla Nublar sia Isla Sorna.
A differenza di quanto descritto dal film, inoltre, i dinosauri sono più violenti. Infine, rispetto alla trasposizione cinematografica è compresa una maggiore varietà di personaggi, tra cui anche i militari della fiamma verde che in un episodio intitolato dactyl attack vengono mandati a fermare i dinosauri ma vengono attaccati da un enorme pterodattilo.